# Cryptocephalus infirmior
Cryptocephalus infirmior é uma espécie de insetos coleópteros polífagos pertencente à família Chrysomelidae.
A autoridade científica da espécie é Kraatz, tendo sido descrita no ano de 1876.
Trata-se de uma espécie presente no território português.